# Jacob Horstmann
Jacob Horstmann (* um 1440; † um 1500) war ein Domherr in Schleswig und Rektor der Universität Rostock.

## Leben und Wirken
Details zu Horstmanns Familie und Abstammung sind nicht dokumentiert. Im April 1456 immatrikulierte er sich für ein Theologiestudium an der Universität Rostock. Dabei machte er keine Auskünfte zu seinem Geburtsort. Laut Matrikel galt er als „pauper“ und kam somit aus einfachen Verhältnissen.
1457/58 erwarb Horstmann an der Artistenfakultät zu Rostock den Baccalaureus artium, 1460/61 den Magister. 1492 trug er laut Matrikel den Titels eines Baccalaureus der Theologie (in sacra theologica baccalaureus formatus). Wann und wo er zu diesem Grad gekommen war, ist nicht verzeichnet.
1465 stiftete der Schleswiger Bischof Nikolaus Wulf dem Kollegiatkapitel in Hadersleben eine Lektur. Der Amtsinhaber sollte die gewöhnliche Seelsorge übernehmen und außerdem Domherren und Vikaren zwei Mal pro Woche in Vorlesungen die Bibel auslegen. In der Hierarchie war die Stelle dem Propst und Kantor untergeordnet, stand aber vor allen Domherren.
Horstmann übernahm die neu geschaffene Stelle, die offensichtlich so gut bezahlt wurde, dass ihr Inhaber Kapitalgeschäfte tätigen konnte. König Christian I. hielt 1479 fest, dass Horstmann 200 Mark Zinsen eines Kapitals zustehen würden, das er seinem Bruder Graf Gerhard von Oldenburg gewährt hatte. Wenig später dürfte Horstmann nach Schleswig gezogen sein, wo er 1483 nachweislich Domherr war.
1492 wurde Horstmann zum Rektor der Universität Rostock gewählt. Da hierfür mehrjährige Lehrtätigkeit Voraussetzung gewesen sein dürfte, wirkte Horstmann vermutlich nicht lange in Schleswig. Weitere Aktivitäten sowie das Todesdatum sind nicht dokumentiert.

## Werke
Steffen Arndes stellte 1486 auf Veranlassung des Stallers Laurens Leve das Missale Slesvicense fertig. Da es sich um das erste größere gedruckte Werk der Region handelte und handwerklich qualitativ hochwertig war, ist es bedeutend für die Geschichte des norddeutschen Buchdruckes.
Gemäß Schlussschrift prüfte Horstmann dieses Werk äußerst sorgfältig und nahm Verbesserungen und Korrekturen vor. Dies umfasste wohl nicht nur die Produktion der Druckvorlage, sondern auch den Druckvorgang selbst. Mark John Christensen stellte 1993 fest, dass es sich bei der Schlussschrift nicht um eine reine Floskel handele. Horstmann habe das Werk tatsächlich zu der Qualität gebracht, die es von anderen Messbüchern dieser Zeit durch eine ungewöhnlich sorgfältige Redaktion und äußerst wenige Schreibfehler unterscheidet.